# Хайруллоев, Сайдулло Хайруллоевич
Сайдулло Хайруллоевич Хайруллоев (тадж. Сайдулло Хайруллоевич Хайруллоев , род. 10 августа 1945 года, село Дихи-Мулобадал, Гармский район, Гармская область, Таджикская ССР, СССР) — таджикский политический деятель, депутат (1995—2000) Маджлиси Оли Республики Таджикистан первого созыва, а после разделения парламента на две палаты — депутат и председатель Маджлиси Намояндогон (нижней палаты) Маджлиси Оли Республики Таджикистан второго и третьего созывов (2000—2010). Член Маджлиси Милли (верхней палаты) Маджлиси Оли Республики Таджикистан (с 2010 года).

## Биография
Родился в селе Дехи-Муллобадал Гармского района (ныне Раштский район Таджикистана). Окончил Таджикский СХИ (1969).
С 1969 по 1971 — главный инженер, начальник управления Гармской оросительной системы.
С 1971 по 1972 — начальник ПМК-21 треста «Душанбестрой» Джиргатальского района.
С 1972 по 1975 — начальник ПМК-23 треста «Душанбеводстрой» Гармского района.
С 1975 по 1977 — зампредседатель Гармского райисполкома.
С 1977 по 1979 — слушатель Ташкентской ВПШ.
С 1979 по 1985 — председатель Гармского райисполкома.
С 1985 по 1988 — 1-й секретарь Советского РК КПТ.
С 1988 по 1990 — секретарь Хатлонского ОК КПТ.
С 1990 по 1991 — председатель Курган-Тюбинского облисполкома.
В период с 1991 по 2000 год работал в составе правительства Таджикской ССР и Республики Таджикистан:
- В 1991 году — заместитель председателя Кабинета Министров Таджикской ССР
- В 1991-92 годах — заместитель премьер-министра Таджикской ССР и Республики Таджикистан
- C 1992 по 1998 год — министр охраны природы Таджикистана, председатель комитета по драгоценным металлам и камне-самоцветному сырью, председатель комитета но землеустройству и земельной реформе при правительстве РТ.
- С августа 1998 по март 2000 — председатель Государственного Комитета по земельным ресурсам и землеустройству при Правительстве РТ.

В 1995 году начал парламентскую деятельность и был избран депутатом Маджлиси Оли РТ первого созыва от 36-го Навободского округа. Член комитета Маджлиси Оли по законодательству и правам человека.
После разделения Маджлиси Оли на две палаты, с 2000 года избран депутатом Маджлиси намояндагон Маджлиси Оли РТ второго созыва от Гармского избирательного округа № 12, а в марте 2000 года назначен председателем Маджлиси Намояндогон Маджлиси Оли РТ.
В 2005 году был избран депутатом Маджлиси намояндагон Маджлиси Оли РТ третьего созыва, и переизбран председателем Маджлиси намояндагон Маджлиси Оли РТ. В 2010 году отказался избираться в депутаты нового созыва Маджлиси намояндагон.
В 2010 году был избран членом Маджлиси Милли (верхней палаты) Маджлиси Оли Республики Таджикистан.
С ноября 2010 года является председателем президиума Таджикского общества дружбы и культурных связей с зарубежными странами (ТОДКС).

## Награды
- Орден «Исмоили Сомони 1 степени» (5 сентября 2006 года, № 1812)
- Орден «Содружество» (25 марта 2002 года, Совет Межпарламентской Ассамблеи государств — участников Содружества Независимых Государств, № 32) — за активное участие в деятельности Межпарламентской Ассамблеи и её органов, вклад в укрепление дружбы между народами государств — участников Содружества[6]
- Орден «Шараф»
- Орден «Знак Почёта» (1981)
- Орден Трудового Красного Знамени (1989)
- Орден «Славы» Исламской Республики Афганистан (1989)
- Заслуженный работник Таджикистане (4 сентября 1998 года, № 1059)
- Медаль «20-летие Независимости Республики Таджикистан» (6 августа 2011 года, № 1130)
- Золотая медаль «За укрепление мира и согласия между народами» Международной Федерации мира и согласия РФ (2011)
- Золотая медаль Межпарламентской Ассамблеи СНГ (27 марта 2012 года)
- Медаль в честь «10-летия Парламента Казахстана» (соли 2006, № 02246)
- Медаль в честь "10-летия Агентство по контролю за наркотиками при Президенте Республики Таджикистан (27 мая 2009 года, № 42)
- Медаль в честь «85-летия милиции Таджикистана» (29 января 2010 года, № 68)
- Медаль в честь «15-летия Вооруженных сил Таджикистана»
- Медаль «15-летия Совета Федерации» (13 сентября 2008 года, № 277)
- Медаль «В память 300-летия Санкт-Петербурга» (3 июля 2003 года, № 160671)
- Медаль «МПА СНГ. 25 лет» (27 марта 2017 года, Межпарламентская ассамблея СНГ) — за заслуги в деле развития и укрепления парламентаризма, за вклад в развитие и совершенствование правовых основ функционирования Содружества Независимых Государств, укрепление международных связей и межпарламентского сотрудничества[7]